# Ахундов, Саттар Али оглы
Саттар Али оглы́ Ахундов (5 декабря 1914, село Алыханлы Карягинского уезда Елизаветпольской губернии (ныне — Физулинский район Азербайджана) — 11 сентября 1994, Баку) — советский, азербайджанский писатель,фольклорист, драматург.

## Биография
Саттар Мирза Али оглы́ Ахундов родился 5 декабря 1914 в селе Алыханлы Карягинского уезда (до 1905 года носившего название Джебраильского уезда). Здесь семи лет он пошёл в сельскую школу. В 1942 году окончил Азербайджанский педагогический институт имени В. И. Ленина в Баку.
Литературной деятельностью занялся в 1941 году, написав пьесу «Непроходимый овраг», посвященную военным.
Саттар Ахундов скончался 11 сентября в 1994 году в Баку.

## Творчество
С 1934 года C. Ахундов занимается систематическим изучением азербайджанского фольклора.